# Hemerodromia magogi
Hemerodromia magogi är en tvåvingeart som beskrevs av Smith 1969. Hemerodromia magogi ingår i släktet Hemerodromia och familjen dansflugor. Inga underarter finns listade i Catalogue of Life.